# Andrzej Dojnik
Andrzej Dojnik (ur. 20 marca 1948 w Łodzi) – polski przedsiębiorca, filmowiec, działacz sportowy i społeczny. Współorganizator Klubu Kapitału Łódzkiego. W latach 1998–1999 właściciel sekcji żeńskiej koszykówki Łódzkiego Klubu Sportowego.

## Filmografia
- Ocalić miasto (1976) – asystent kierownika produkcji
- Śmierć prezydenta (1977) – współpraca produkcyjna
- Ojciec królowej (1979) – współpraca produkcyjna
- Die Blechtrommel (1979) – asystent kierownika produkcji
- Czułe miejsca (1980) – współpraca produkcyjna i kierownictwo planu
- Spotkanie na Atlantyku (1980) – współpraca produkcyjna